# Муратови езера
Муратовите езера са група от четири езера в Северен Пирин, разположени във вторичен циркус на североизток от Муратов връх (2669 m).
Три от езерата са малки и незначителни и ежегодно през лятото пресъхват. Най-голямото е т.нар. Голямо Муратово (Хвойнато езеро, Овинато езеро) разположено на 2230 m н.в. и 41°44′45″ с. ш. 23°24′22″ и. д. / 41.745833° с. ш. 23.406111° и. д. на много добре изразена тераса и е най-долното от групата. То има бъбрековидна форма и е с площ от 12,3 дка. Дълбоко е 3,2 m, което прави воден обем от 22 700 m3. В езерото се влива немалък поток, който се спуска по улея между Муратов и Хвойнати връх и образува красив естуар, както и два интересни полуострова. Срещу него могъщо се извисява снагата на връх Тодорка. Езерата се оттичат чрез малък поток в река Бъндерица.